# Říšské usnesení
Císařské nebo říšské usnesení, něm. Reichsabschied, nebo též říšská céze (Reichsrezess), označuje soubor usnesení projednaných a přijatých během zasedání říšského sněmu Svaté říše římské, které císař na závěr přečetl.
Do roku 1654 začínaly říšské sněmy – vedle předepsaných ceremonií – přečtením císařské propozice, císařem předem stanoveného pořadu dne, a končily čtením přijatých usnesení, tzv. Reichsabschied (císařské usnesení).
Poslední z těchto císařských usnesení je známé jako poslední císařský výnos (recessus imperii novissimus) a obsahoval výsledky jednání z let 1653/54 přijaté na říšském sněmu v Řezně.
Jelikož Stálý říšský sněm již nebyl od roku 1663 formálně ukončen, nemohla jeho usnesení být zpracována ve formě císařského usnesení. Usnesení proto byla shrnuta ve formě tzv. říšských zakončení (Reichsschlüsse). Ratifikace těchto zakončení prováděl principálkomisař, zástupce císaře při Reichstagu, v podobě císařského komisního výnosu (Kaiserliche Commissions-Decret).